# ヒンチンブルック島 (アラスカ州)
ヒンチンブルック島はアラスカ州の島。アラスカ湾内、プリンス・ウィリアム湾の入り口に浮かぶ。東にはホーキンズ島、西にはモンタギュー島がある。
面積445.438 km²で、アメリカ合衆国で37番目に大きな島である。定住者は2000の調査では5人。
ケープ・ヒンチンブルック灯台が島の南西部にある。また、南西部には放棄された村Nuchekもある。
冷戦中はアメリカ政府のホワイトアリスレーダーサイトが島の北東端にあったが、現在は放棄されている。
1792年、この島でヤクタトのトリンギットとアレクサンドル・バラノフ率いるロシア人およびコディアック島のSugpiaqの集団との間で戦いがあった。